# Marián Lovíšek
Marián Lovíšek (* 1948) je bývalý slovenský fotbalista, obránce.

## Fotbalová kariéra
V československé lize hrál za VP Frýdek-Místek. Nastoupil v 16 ligových utkáních a dal 2 góly. Ještě v 62 letech hrál druhou nejnižší soutěž na Slovensku jako hrající trenér za tým Vrchteplé. Hrál i za FK Partizán Prečín.

## Ligová bilance
| Ročník                                   | Zápasy | Góly | Klub             |
| ---------------------------------------- | ------ | ---- | ---------------- |
| 1. československá fotbalová liga 1976/77 | 16     | 2    | VP Frýdek Místek |
| CELKEM                                   | 16     | 2    |                  |